# Stanisław Ramenda
Stanisław Ramenda (ur. 20 stycznia 1926 w Łobaczówce, zm. 28 stycznia 2011 w Lesznie, woj. wielkopolskie) – polski hodowca nowych odmian roślin, doktor nauk rolniczych.
Po ukończeniu szkoły podstawowej rozpoczął naukę w Liceum Krzemienieckim. W lutym 1940 r. cała rodzina (rodzice i siedmioro dzieci) została przez Sowietów deportowana do rejonu Jareńsk, w okręgu Archangielskim, a następnie we wrześniu 1941 r. do rejonu Georgiewka i Krasnogarka w Kazachstanie. Ojciec zaginął w niewyjaśnionych okolicznościach w czasie transportu do Kazachstanu. Siostra Wanda oraz bracia Józef i Kazimierz zmarli na skutek chorób i wycieńczenia, w grudniu 1941 r. Brat Tadeusz wstąpił do Armii Andersa, wyszedł z wojskiem do Persji i zmarł w Teheranie. Stanisław Ramenda został powołany do Armii Polskiej w kwietniu 1944 r. Brał udział w walkach na froncie. Szlak bojowy zakończył w lutym 1947 r., w Usti nad Łabą. Matka wraz z dwójką dzieci przebywali w Kazachstanie do maja 1946 r., po czym wrócili do Polski i osiedlili się w Jeleniej Górze.
Zaraz po wyjściu z wojska rozpoczął pracę w Zespole Państwowych Gospodarstw Rolnych w Żukowicach, na stanowisku głównego agronoma. W latach 1952 – 71 pracował kolejno: w Rolniczym Zakładzie Doświadczalnym SGGW Żelazna, Stacji Hodowli Roślin Dańków, Rolniczym Zakładzie Doświadczalnym Bratoszewice, Stacji Hodowli Roślin Jasice, na stanowiskach, odpowiednio: dyrektora, starszego asystenta, zastępcy dyrektora do spraw naukowych, głównego hodowcy. Od roku 1971 do przejścia na emeryturę, w 1995 r., pracował w Stacji Hodowli Roślin (SHR) Antoniny k/ Leszna, wchodzącej w struktury Poznańskiej Hodowli Roślin, pełniąc kolejno funkcję zastępcy dyrektora do spraw hodowli roślin, a następnie dyrektora i głównego hodowcy w jednej osobie. Pracując w SHR Antoniny, w okresie 1991–1994, pełnił dodatkowo (na ¼ etatu) funkcję naczelnego hodowcy Poznańskiej Hodowli Roślin, a w r. 1995 koordynatora do spraw hodowli roślin.
Po przejściu na emeryturę kontynuował w latach 1995–2005 działalność hodowlaną w prywatnej firmie nasiennej: P.P.H. WOMIR Guzowice. Sprawował tam kolejno funkcje: konsultanta do spraw hodowlano-nasiennych, a następnie naczelnego hodowcy. W roku 2005 założył własną firmę hodowlaną pod nazwą: Dr Stanisław Ramenda. W czasie działalności tej firmy powstały nowe odmiany roślin w ramach dziesięciu gatunków roślin uprawnych.
Pracując, zdobywał dalsze wykształcenie w trybie zaocznym. Po uzyskaniu matury w 1954 r. w Blichu k/Łowicza, studiował rolnictwo w Szkole Głównej Gospodarstwa Wiejskiego, gdzie w grudniu 1957 uzyskał dyplom inżynierski. Studia magisterskie rozpoczął w 1974 r. na wydziale rolniczym Akademii Rolniczej we Wrocławiu, a w roku 1977 otrzymał tytuł magistra inżyniera rolnictwa. Stopień doktora nauk rolniczych uzyskał 4.03.1986 przedstawiając dysertację „Zmienność komponentów plonu nasion pięciu odmian koniczyny białej (Triforium repens L)”, pod kierunkiem prof. dra hab. Władysława Lonca, w katedrze Hodowli Roślin i Nasiennictwa Akademii Rolniczej we Wrocławiu.
Był uważany za jednego z najbardziej wszechstronnych i efektywnych twórców nowych odmian roślin. W sumie, wraz z zespołem, wytworzył i wprowadził do uprawy 90 odmian roślin rolniczych, w obrębie 14 gatunków: pszenicy ozimej (6 odmian), żyta ozimego (8), gryki (1), koniczyny białej (17), kostrzewy czerwonej (15), kostrzewy łąkowej (6), kostrzewy owczej (5), kostrzewy trzcinowej (3), kupkówki pospolitej (12), życicy trwałej (6), stokłosy uniolowatej (1), gorczycy białej (5), rzodkwi oleistej (1), facelii błękitnej (4). Niektóre z tych odmian wniosły ponadprzeciętny postęp w krajowej hodowli roślin. Odmiana żyta Pastar odznacza się szybką dynamiką przyrostu masy zielonej wiosną. Odmiany gorczycy białej Barka, Rota, Bardena, Radena, Dara oraz rzodkwi oleistej Romesa – redukują efektywnie wielkość populacji mątwika w glebie. Odmiana żyta Pastar, facelii Stala i kostrzewy czerwonej Areta znane są ze szczególnie długiego okresu rolniczego użytkowania. Pszenica Roma i kostrzewa czerwona Areta zostały nagrodzone złotymi medalami Międzynarodowych Targów Rolno – Przemysłowych ‘POLAGRA’. S. Ramenda wdrożył własne modele hodowli twórczej i zachowawczej: koniczyny białej, traw pastewnych i trawnikowych (gazonowych), facelii błękitnej, gorczycy białej, rzodkwi oleistej oraz żyta ozimego w użytkowaniu na poplony. Zgromadził prawdopodobnie najbogatszą w Polsce kolekcję odmian traw używanych do komponowania mieszanek trawnikowych, o różnych kierunkach użytkowania. Z prac o charakterze naukowym, które prowadził, na szczególną uwagę zasługują badania nad zmiennością, odziedziczalnością i współzależnością cech generatywnych koniczyny białej oraz nad mrozoodpornością odmian pszenicy ozimej.
Poza pracą zawodową sprawował wiele funkcji o charakterze społecznym. Był członkiem Rady Naukowo –Technicznej przy Ministrze Rolnictwa (1966 –  65), Rady Hodowlanej (1988 – 93), koordynatorem hodowli i produkcji nasiennej koniczyny białej (1965 – 80) i kupkówki pospolitej (do 1982 r.). Przez okres piętnastu lat był koordynatorem, a potem kierownikiem zespołu trójstronnej współpracy PRL – NRD – CSRS, w zakresie hodowli kupkówki pospolitej. Należał do współzałożycieli Związku Twórców Odmian Roślin Uprawnych (ZTORU), gdzie od r.1996 sprawował funkcję członka zarządu, a w okresie 1996 – 1999 przewodniczącego Komisji Kwalifikacyjnej. Od czasu wstąpienia (1953 r.) był aktywnym członkiem Stowarzyszenia Inżynierów i Techników Rolnictwa ( SITR) i z ramienia stowarzyszenia brał udział w pracach różnych gremiów samorządowych na terenie województwa poznańskiego, leszczyńskiego, a potem wielkopolskiego.
Otrzymał wiele nagród i odznaczeń, spośród których na szczególną uwagę zasługują: srebrny Medal „Zasłużonym na Polu Chwały”, Odznaka „Zasłużony Pracownik Rolnictwa” (1974), Złoty Krzyż Zasługi (1980), odznaka Zasłużony dla województwa leszczyńskiego (1985), Krzyż Kawalerski Orderu Odrodzenia Polski (1989), Krzyż Zesłańców Sybiru (2007).

## Wybrane publikacje
- Ramenda S., Uprawa koniczyny białej (Trifolium repens L.) na nasiona, Zeszyty Naukowe AR w Krakowie, z.21, 167, 9-17, 1981
- Lonc W., Ramenda S., Zmienność cech struktury plonu nasion koniczyny białej (Trifolium repens L.), Zeszyty Naukowe AR w Krakowie, z.21, 167, 75-87, 1981
- Ramenda S., Ocena zdolności do produkcji nasiennej odmian koniczyny białej (Trifolium repens L.) na tle innych wartości gospodarczych, Zeszyty Naukowe AR w Krakowie, z.21, 167, 89-113, 1981
- Lonc W., Ramenda S., Wstępna ocena zmienności cech struktury plonu nasion koniczyny białej (Trifolium repens L.), Zeszyty Problemowe Postępów Nauk Rolniczych, z.258, 287-295, 1983
- Lonc W., Ramenda S., Zróżnicowanie komponentów plonu nasion odmian koniczyny białej, Zeszyty Problemowe Postępów Nauk Rolniczych, z.290, 351-363, 1983
- Ramenda S., Hodowla traw i koniczyny białej, Biuletyn Instytutu Hodowli Roślin i Aklimatyzacji 162, 171-172, 1987
- Ramenda S., Ocena zdolności reprodukcyjnej odmian kupkówki pospolitej (Dactylisglomerata L.), Biuletyn Instytutu Hodowli Roślin i Aklimatyzacji, 199, 71-79, 1996